# دهستان خاتون‌آباد (جیرفت)
دهستان خاتون‌آباد نام دهستانی در بخش مرکزی شهرستان جیرفت، استان کرمان در ایران است. براساس سرشماری مرکز آمار ایران در سال ۱۳۸۵، جمعیت آن ۹۴۵۹ نفر (۲۰۵۵ خانوار) بوده‌است.